# Kazuki Takahashi
Kazuki Takahashi (japanska: 高橋和希), född Kazuo Takahashi den 4 oktober 1961 i Tokyo, död 4 juli 2022 i Nago på Okinawa, var den japanske skaparen av mangan som även blivit anime; Yu-Gi-Oh!.
Kazukis första serie släpptes 1990 vid namn "Tokio no Tsuma", men den blev en flopp. En annan serie som släpptes var "Tennenshokudanji¾ Buray". Han slog igenom med serien Yu-Gi-Oh! då den skapades 1996, och den är idag känd i många länder världen över.